# Alfred Emanuel Smith
Alfred Emanuel Smith, também conhecido como Al Smith (30 de dezembro de 1873, Nova Iorque - 4 de outubro de 1944, Nova Iorque), foi um político estadunidense. Ele foi o 42º Governador de Nova Iorque, de 1923 e 1928. Ele também foi candidato a presidência dos Estados Unidos pelo Partido Democrata nas eleições de 1928, mas perdeu para o republicano Herbert Hoover.

## Vida
Filho de mãe irlandesa-americana e pai ítalo-americano veterano da Guerra Civil, Smith foi criado no Lower East Side de Manhattan, perto da Ponte do Brooklyn. Residiu naquele bairro durante toda a sua vida. Embora Smith tenha permanecido pessoalmente intacto pela corrupção, ele – como muitos outros democratas de Nova York – estava ligado à famigerada máquina política de Tammany Hall que controlava a política da cidade de Nova York durante sua época.  Smith serviu na Assembleia do Estado de Nova York de 1904 a 1915 e ocupou o cargo de Presidente da Assembleia em 1913. Smith também serviu como xerife do Condado de Nova York de 1916 a 1917. Ele foi eleito governador de Nova York pela primeira vez em 1918, perdeu sua tentativa de reeleição em 1920 e foi eleito governador novamente em 1922, 1924 e 1926. Smith foi o principal líder urbano do Movimento de Eficiência nos Estados Unidos e foi conhecido por alcançar uma ampla gama de reformas como governador de Nova York na década de 1920.
Smith foi o primeiro católico romano a ser nomeado para presidente dos Estados Unidos por um grande partido. Sua candidatura presidencial de 1928 mobilizou eleitores católicos e anticatólicos.  Muitos protestantes (incluindo luteranos alemães e batistas do sul) temiam sua candidatura, acreditando que o Papa em Roma ditaria suas políticas. Smith também era um "molhado" comprometido, que era um termo usado para os opositores da Lei Seca; como governador de Nova York, ele havia revogado a lei de proibição do estado. Como um "molhado", Smith atraiu eleitores que queriam cerveja, vinho e bebidas alcoólicas e não gostavam de lidar com contrabandistas criminosos, juntamente com eleitores que estavam indignados com o fato de novas gangues criminosas terem tomado as ruas na maioria das grandes e médias cidades. O atual secretário republicano de Comércio, Herbert Hoover, foi ajudado pela prosperidade nacional, pela ausência de envolvimento americano na guerra e pela intolerância anticatólica, e derrotou Smith em um deslizamento de terra em 1928.

Smith tentou a nomeação presidencial democrata de 1932, mas foi derrotado por Franklin D. Roosevelt, seu antigo aliado e sucessor como governador de Nova York. Smith então entrou nos negócios em Nova York, envolveu-se na construção e promoção do Empire State Building e tornou-se um oponente cada vez mais vocal do New Deal de Roosevelt.